# Konstantin Dmitrijewitsch Kawelin

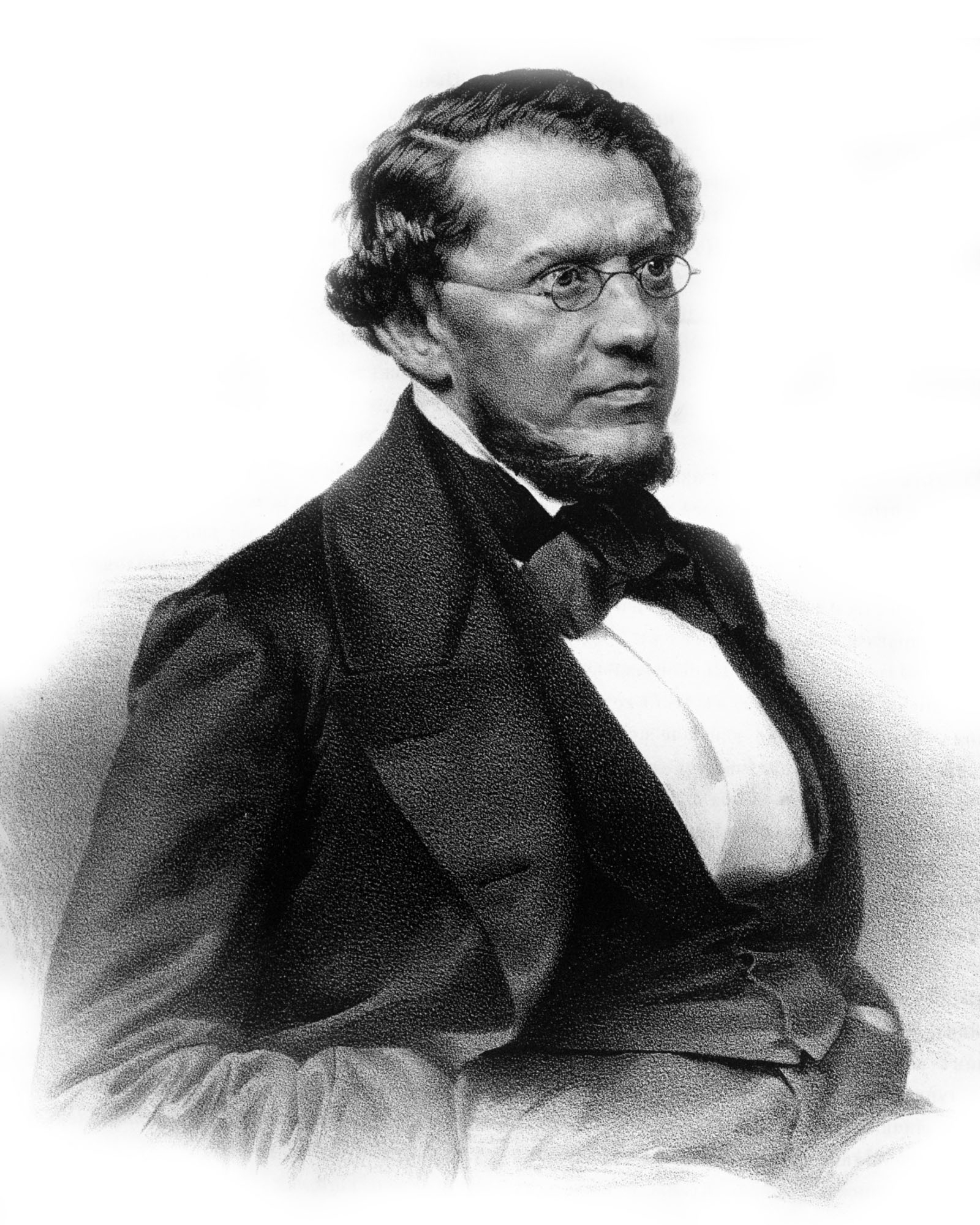
Konstantin Dmitrijewitsch Kawelin

Konstantin Dmitrijewitsch Kawelin (russisch Константин Дмитриевич Кавелин; * 4. Novemberjul. / 16. November 1818greg. in Sankt Petersburg; † 3. Maijul. / 15. Mai 1885greg. ebenda) war ein russischer Jurist und Hochschullehrer.

## Leben
Kawelins Vater Dmitri Alexandrowitsch Kawelin war Direktor des Pädagogischen Hauptinstituts und dann Gründungsdirektor der Universität St. Petersburg, die 1819 aus dem Pädagogischen Hauptinstitut entstand. Er war Freund von Wassili Andrejewitsch Schukowski, Alexander Iwanowitsch Turgenew und Sergei Semjonowitsch Uwarow und Mitglied der literarischen Gesellschaft Arsamas. Kawelins Mutter Charlotte Iwanowna Belli war die Tochter eines Hofarchitekten. Kawelin war das fünfte von sieben Kindern.
Kawelin erhielt eine häusliche Erziehung. Auf das Universitätsstudium bereiteten ihn 1833–1834 der Orientalist Kaetan Andrejewitsch Kossowitsch und der Literat Wissarion Grigorjewitsch Belinski vor. 1835 begann Kawelin das Studium an der Universität Moskau (MGU) in der historisch-philologischen Abteilung der philosophischen Fakultät, um bereits im November in die juristische Fakultät zu wechseln. Dort hörte er auf eigene Kosten  die Vorlesungen Nikita Iwanowitsch Krylows (Römisches Recht) und Petro Redkins (Enzyklopädisches Recht). Er befreundete sich mit den Brüdern Iwan und Pjotr Wassiljewitsch Kirejewski. Später näherte er sich den Slawophilen Alexei Stepanowitsch Chomjakow, Konstantin Sergejewitsch Aksakow und Juri Fjodorowitsch Samarin. Im Mai 1839 schloss Kawelin das Studium als Kandidat der Rechte mit einer Goldmedaille ab.
Kawelin schloss sich nun den Westlern an und näherte sich Timofei Nikolajewitsch Granowski. Entsprechend dem Wunsch seiner Eltern trat Kawelin 1842 in den Staatsdienst und arbeitete im St. Petersburger Justizministerium als Assistent des Amtsleiters. In dieser Zeit gehörte er zum Kreis um Wissarion Grigorjewitsch Belinski und arbeitete mit Nikolai Alexejewitsch Nekrassow, Iwan Iwanowitsch Panajew und Iwan Sergejewitsch Turgenew zusammen.
1843 kehrte Kawelin nach Moskau zurück, erlangte die Zustimmung seiner Eltern zum Verlassen des Staatsdiensts und widmete sich der Wissenschaft. Im Februar 1844 wurde er nach Verteidigung seiner Dissertation über die Eckpunkte des Anfangs des Gerichtswesens und der Zivilprozessordnung in der Zeit des Übergangs von der Ordnung zu den Ämtern in den Gouvernements zum Magister des Zivilrechts promoviert. Im Mai 1844 wurde er von der MGU für den Unterricht im 1. Kurs an dem von Fjodor Lukitsch Moroschkin geleiteten Lehrstuhl für Geschichte der russischen Gesetzgebung der juristischen Fakultät angestellt. 1846 wurde er zum Adjunkten ernannt. Konstantin Nikolajewitsch Bestuschew-Rjumin erlebte, wie die älteren Studenten Kawelin in den Vorlesungen mit Applaus begrüßten. Er führte sonntägliche Gespräche mit den Studenten ein, an denen auch Alexander Nikolajewitsch Jegunow, Alexander Nikolajewitsch Afanassjew und Boris Nikolajewitsch Tschitscherin teilnahmen. In dieser Zeit schloss Kawelin sich dem Kreis um Alexander Iwanowitsch Herzen an. Kawelin wurde bekannt durch eine Reihe von Aufsätzen über russische Geschichte und Geschichte des russischen Rechts in den Otetschestwennye Sapiski und im Sowremennik.
1845 heiratete Kawelin Antonina Fjodorowna Korsch, Schwester der Literaten Jewgeni Fjodorowitsch Korsch und Walentin Fjodorowitsch Korsch. Sie bekamen den Sohn Dmitri (1847–1861) und die Tochter Sofja, die Lehrerin wurde und den Maler Pawel Alexandrowitsch Brjullow heiratete.
1847–1848 lehrte Kawelin auch Rechtskunde am Alexander-Waiseninstitut. Im Sommer 1848 mussten Kawelin, Jewgeni Fjodorowitsch Korsch und Petro Redkin die MGU verlassen wegen eines Konflikts mit Nikita Iwanowitsch Krylow, der sie der Bestechlichkeit und des sittenwidrigen Verhaltens beschuldigte. Von 1848 bis 1857 arbeitete er auf verschiedenen Stellen in St. Petersburg. 1855 schrieb er eine Denkschrift über die Bauernbefreiung, die Alexander Iwanowitsch Herzen 1857 teilweise in seinen Golossa is Rossiji und Nikolai Gawrilowitsch Tschernyschewski 1858 im Sowremennik veröffentlichten.
1857 wurde Kawelin auf den Lehrstuhl für Zivilrecht der Universität St. Petersburg berufen. Gleichzeitig beauftragte ihn Großfürstin Helena Pawlowna, ihren Sohn und Thronfolger Nikolai Alexandrowitsch in russischer Geschichte und russischem Zivilrecht zu unterrichten. Dieser Auftrag endete im April 1858 nach der Veröffentlichung seiner Denkschrift über die Bauernbefreiung, die den Ärger Alexanders II. erregte. 1859 musste Kawelin sich zur Behandlung seiner Gesundheitsprobleme ins Ausland begeben. Im gleichen Jahr gaben Kosma Terentjewitsch Soldatjonkow und N. Schepkin Kawelins Werke in vier Bänden heraus.
1861 nach Unruhen an der Universität St. Petersburg musste Kawelin zusammen mit Alexander Nikolajewitsch Pypin, Michail Matwejewitsch Stassjulewitsch, Włodzimierz Spasowicz und Boris Issaakowitsch Utin die Universität verlassen. Seine Hoffnung auf eine Professur an der neuen Kaiserlichen Neurussischen Universität in Odessa erfüllte sich nicht. Im Auftrag Alexander Wassiljewitsch Golownins studierte Kawelin das System der höheren Bildung in Frankreich, der Schweiz und Deutschland. Ab 1864 arbeitete er als Rechtsberater im Finanzministerium.
Ab Ende der 1850er Jahre hatte sich Kawelin wieder den Slawophilen genähert. 1866 legte er Alexander II. seine Denkschrift über den Nihilismus und nötige Gegenmaßnahmen vor. Er trat gegen den Materialismus in Psychologie und Ethik auf. Die Ansichten der Westler und Slawophilen hielt er inzwischen für anachronistisch und propagierte die vorurteilslose Betrachtung des realen russischen Lebens in Vergangenheit und Gegenwart.
Kawelin widmete sich auf seinem Landgut Iwanowo im Ujesd Beljow der Landwirtschaft. 1873 führte er die Neunfelderwirtschaft ein. Weitere Neuerungen waren ein großer Viehhof, Knochendünger, Futtergrasanbau, Grasmähmaschinen, Heuwender und Pferderechen.
1878 erhielt Kawelin den Lehrstuhl für Zivilrecht der Militärjuristischen Akademie Sankt Petersburg. 1882–1884 war er Präsident der Freien Ökonomischen Gesellschaft.
Kawelin starb an einer Lungenentzündung. Zu seinem Begräbnis an den Literatenbrücken auf dem St. Petersburger Wolkowo-Friedhof kamen bedeutende Vertreter der Kultur und Wissenschaft und die Studenten der Militärjuristischen Akademie. Ein Kranz der Offiziere der Militärjuristischen Akademie trug die Inschrift Dem Lehrer des Rechts und der Wahrheit.
1900 wurden unter der Redaktion Leonid Sinowjewitsch Slonimskis und Dmitri Alexandrowitsch Korssakows (Kawelins Neffe) Kawelins vollständige Werke herausgegeben.
Es gibt die Vermutung, dass Lew Nikolajewitsch Tolstoi in seinem Roman Anna Karenina Kawelin als Archetypen für Stiwa Oblonski wählte.